# Иф (замък)
Вижте пояснителната страница за други значения на Иф.
Замъкът Иф (на френски: Château d'If, изговаря се Шато д'Иф) се намира на малкия скалист остров Иф в Марсилския залив, на около 1,5 км от града. Построен е през 1524 – 1531 г. от крал Франсоа I, за да защитава пристанището и Марсилия, присъединена към Франция през 1480 г. През XVI век са построени крепостната стена и наблюдателната кула. В замъка са били разположени 22 оръдия и 200 войници. Островът е необитаем, като се изключи замъка Иф.
От 1634 г. замъкът-крепост е превърнат в затвор. Първият затворник в крепостта е рицарят Анселм, обвинен в заговор срещу монархията, който година по-късно е удушен в килията си. В продължение на три века около 3500 души са затворени в крепостта Иф. Не е известно някой от тях да е успял да избяга от острова (освен измисления граф Монте Кристо). Бедните затворници били настанявани в малки килии без прозорци в подземията. Богатите можели срещу солидно заплащане да ползват по-големи помещения с прозорци, камина и дори гардероб. Въпреки че на една от килиите има табела, че там е живял човекът с Желязната маска, това не е потвърдено документално.
Островът става известен през XIX век покрай романа „Граф Монте Кристо“ от Александър Дюма, издаден за първи път през 1844 г. Част от действието в романа се развива в крепостта Иф. Тя е демилитаризирана в края на XIX век и от септември 1890 г. е отворена за посетители. Оттогава е туристическа атракция, един от най-посещаваните обекти в Марсилия с близо 100 000 посетители годишно. До нея се стига лесно с някое от корабчетата, които тръгват от старото пристанище на Марсилия. Всички туристи могат да посетят килията, носеща името на главния герой от  „Граф Монте Кристо“ – Едмон Дантес. 
Замъкът е включен в списъка на историческите паметници на френското Министерство на културата.

## Известни затворници
- Оноре Габриел Рикети, граф дьо Мирабо (1774 – 1775), писател, оратор и държавник

Противно на популярно твърдение, маркиз дьо Сад не е бил затворник в замъка Иф.